# یواس‌اس سرو (اس‌اس-۲۲۵)
یواس‌اس سرو (اس‌اس-۲۲۵) (به انگلیسی: USS Cero (SS-225)) یک زیردریایی بود که طول آن ۳۱۱ فوت ۹ اینچ (۹۵٫۰۲ متر) بود. این زیردریایی در سال ۱۹۴۳ ساخته شد.